# Pamphagidae
Pamphagidae är en familj av insekter. Pamphagidae ingår i överfamiljen Acridoidea, ordningen hopprätvingar, klassen egentliga insekter, fylumet leddjur och riket djur. Enligt Catalogue of Life omfattar familjen Pamphagidae 457 arter. 

## Bildgalleri

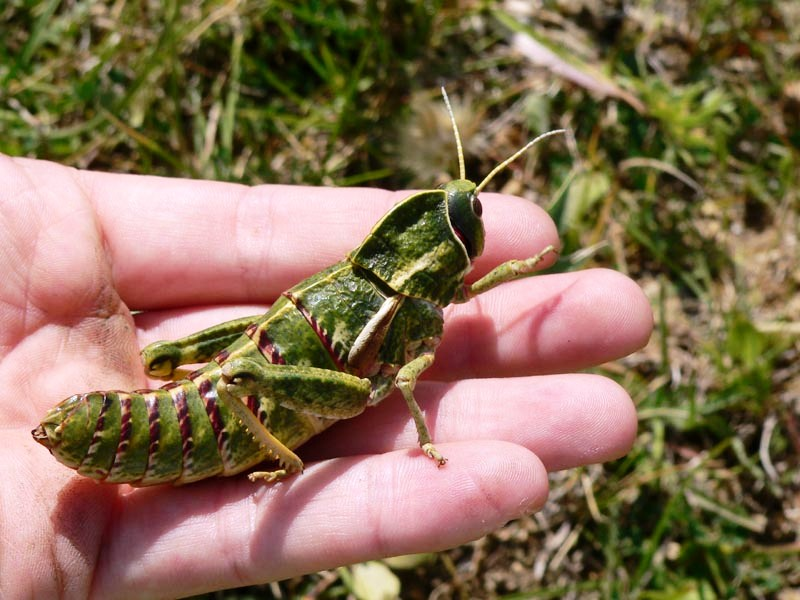
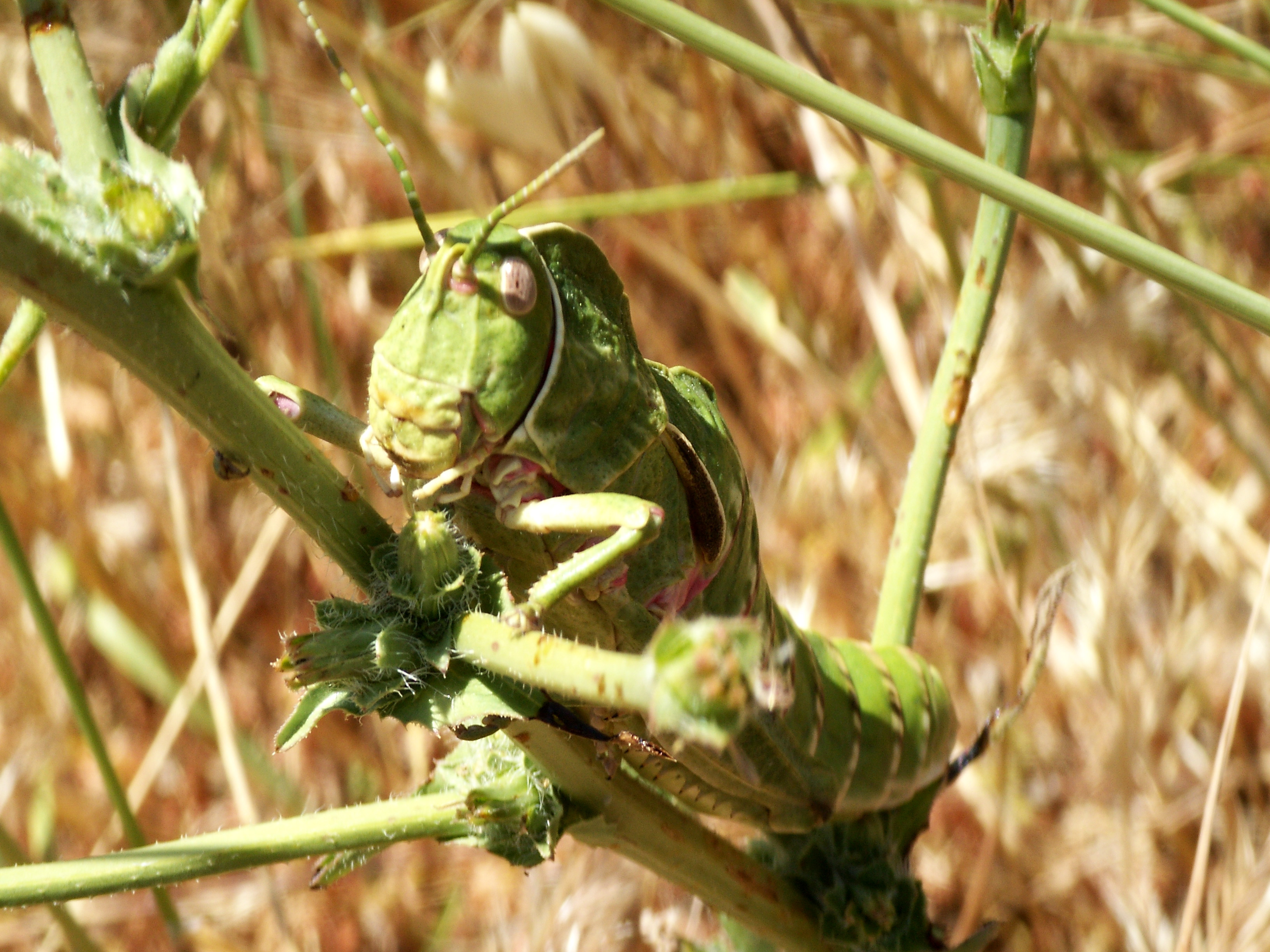

## Dottertaxa till Pamphagidae, i alfabetisk ordning[1]
- Acaeropa
- Acinipe
- Acrostira
- Adephagus
- Akicera
- Aphantotropis
- Araxiana
- Asiotmethis
- Atrichotmethis
- Batrachornis
- Batrachotetrix
- Beybienkia
- Bolivarella
- Bufonocarodes
- Cryptonothrotes
- Cultrinotus
- Dhofaria
- Ebnerodes
- Echinotropis
- Eoeotmethis
- Eotmethis
- Eremocharis
- Eremopeza
- Eremotettix
- Eremotmethis
- Eumigus
- Eunapiodes
- Eunothrotes
- Euryparyphes
- Filchnerella
- Finotia
- Geloiomimus
- Glauia
- Glauvarovia
- Glyphanus
- Glyphotmethis
- Haplotropis
- Hoplolopha
- Iranacris
- Iranotmethis
- Kanotmethis
- Kurtharzia
- Lamarckiana
- Lobosceliana
- Melanotmethis
- Mistshenkoella
- Mongolotmethis
- Nadigeumigus
- Neoparanothrotes
- Neotmethis
- Nocaracris
- Nocarodes
- Ocneridia
- Ocnerodes
- Ocneropsis
- Ocnerosthenus
- Orchamus
- Oronothrotes
- Pagopedilum
- Paktia
- Pamphagus
- Paracinipe
- Paraeumigus
- Paraeuryparyphes
- Parageloiomimus
- Paranocaracris
- Paranocarodes
- Paranothrotes
- Paratmethis
- Pezotmethis
- Porthetis
- Prionosthenus
- Prionotropis
- Pseudamigus
- Pseudoglauia
- Pseudotmethis
- Puncticornia
- Purpuraria
- Rhinotmethis
- Savalania
- Saxetania
- Sinohaplotropis
- Sinotmethis
- Stolliana
- Strumiger
- Sulcotropis
- Thrinchus
- Thrincotropis
- Tmethis
- Trachypetrella
- Transvaaliana
- Tropidauchen
- Tuarega
- Utubius
- Vansoniacris
- Xiphoceriana